# Husarșciîna, Ohtîrka
Husarșciîna (în ucraineană Гусарщина) este un sat în comuna Karpîlivka din raionul Ohtîrka, regiunea Sumî, Ucraina.

## Demografie
Componența lingvistică a localității Husarșciîna
     Ucraineană (99,16%)
     Alte limbi (0,84%)
Conform recensământului din 2001, majoritatea populației localității Husarșciîna era vorbitoare de ucraineană (99,16%), existând în minoritate și vorbitori de alte limbi.